# Caixa Manresa
Caixa Manresa (nombre comercial de la Caixa d'Estalvis de Manresa; en castellano, Caja de Ahorros de Manresa) fue una caja de ahorros española con sede en Manresa. 
Su desaparición se produjo en el año 2010, cuando se fusionó con otras dos cajas de ahorros catalanas, Caixa Catalunya y Caixa Tarragona, dando lugar a una nueva caja de ahorros denominada Caixa d'Estalvis de Catalunya, Tarragona i Manresa (Caja de Ahorros de Cataluña, Tarragona y Manresa), operada bajo la marca comercial CatalunyaCaixa.
El martes 13 de octubre de 2009 el consejo de administración de la entidad aprobó la fusión, permitiendo constituir la segunda caja más grande de Cataluña y la cuarta más grande de España, sólo superada por La Caixa en su territorio. Caixa Manresa aportó 6.595 millones de euros en el proceso de fusión, con una participación del 20% en la nueva caja.

## Historia

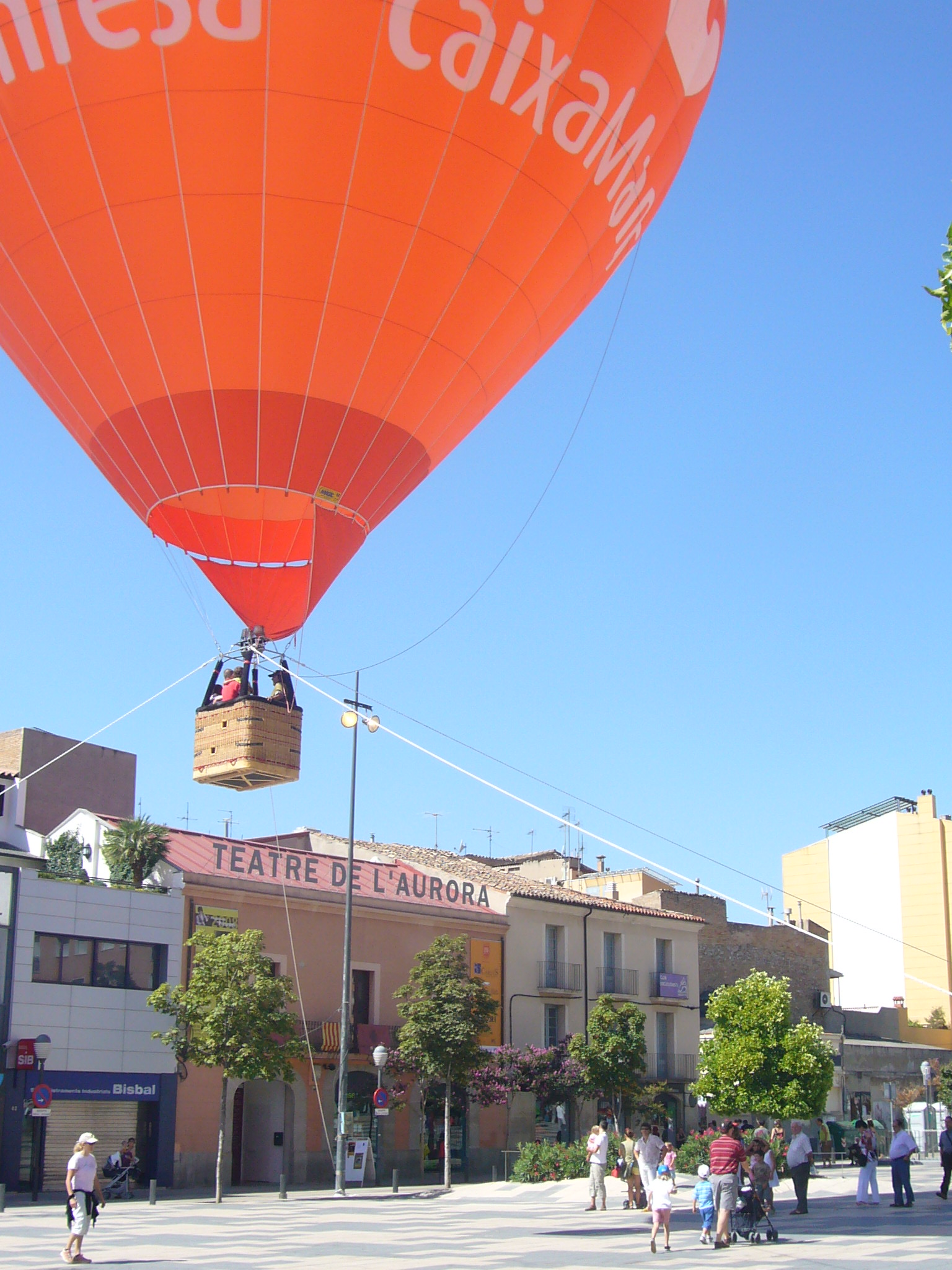
Globo publicitario de Caixa Manresa durante la Fiesta Mayor de 2008 en Igualada.

Fue fundada en 1865 por José Pons y Enrich en la ciudad de Manresa, heredando las actividades propias de la antigua Tabla de comunes depósitos, creada en el año 1605 por privilegio del rey Felipe II. 
Manuel Oms i de Prat fue el principal promotor y fundador de la caja, nacida con la vocación de administrar sin ánimo de lucro el ahorro de pequeños inversores y de colectivos en general.
La obra social de Caixa Manresa ha dado a la ciudad de Manresa edificios emblemáticos como la Casa Caridad y Las Viviendas de la Sagrada Familia. También son obra de esta entidad las bibliotecas de Manresa, Puig-reig, San Vicente de Castellet y Balsareny.

### Fusión y desaparición
El 1 de julio de 2010 se hizo efectiva la fusión de Caixa Catalunya, Caixa Tarragona y Caixa Manresa, con el nombre social de Caixa d'Estalvis de Catalunya, Tarragona i Manresa, y el 15 de septiembre del mismo año se acordaba la marca comercial que usaría la entidad, CatalunyaCaixa.
El proceso de fusión recibió luz verde el 13 de octubre de 2009 siendo así la segunda gran integración de cajas catalanas. Esta fusión se caracteritzó por integrar dos cajas públicas: Caixa Catalunya de la Diputación de Barcelona y Caixa Tarragona de la Diputación de Tarragona; y una de propiedad privada: Caixa Manresa.
El 4 de diciembre de 2009, los consejos de administración de las tres entidades aprobaron por separado la fusión. El plan de integración representaba el cierre de 395 oficinas y el despido de 1.300 empleados.